# Stachel-Nachtschatten
Der Stachel-Nachtschatten (Solanum rostratum), auch Büffelklette genannt, ist eine Pflanzenart aus der Gattung der Nachtschatten (Solanum) innerhalb der Nachtschattengewächse (Solanaceae). Alle Pflanzenteile enthalten giftige Solanum-Alkaloide (z. B. Solanin). Er gilt als ursprüngliche Nahrungspflanze des Kartoffelkäfers.

## Beschreibung

### Habitus und Blatt

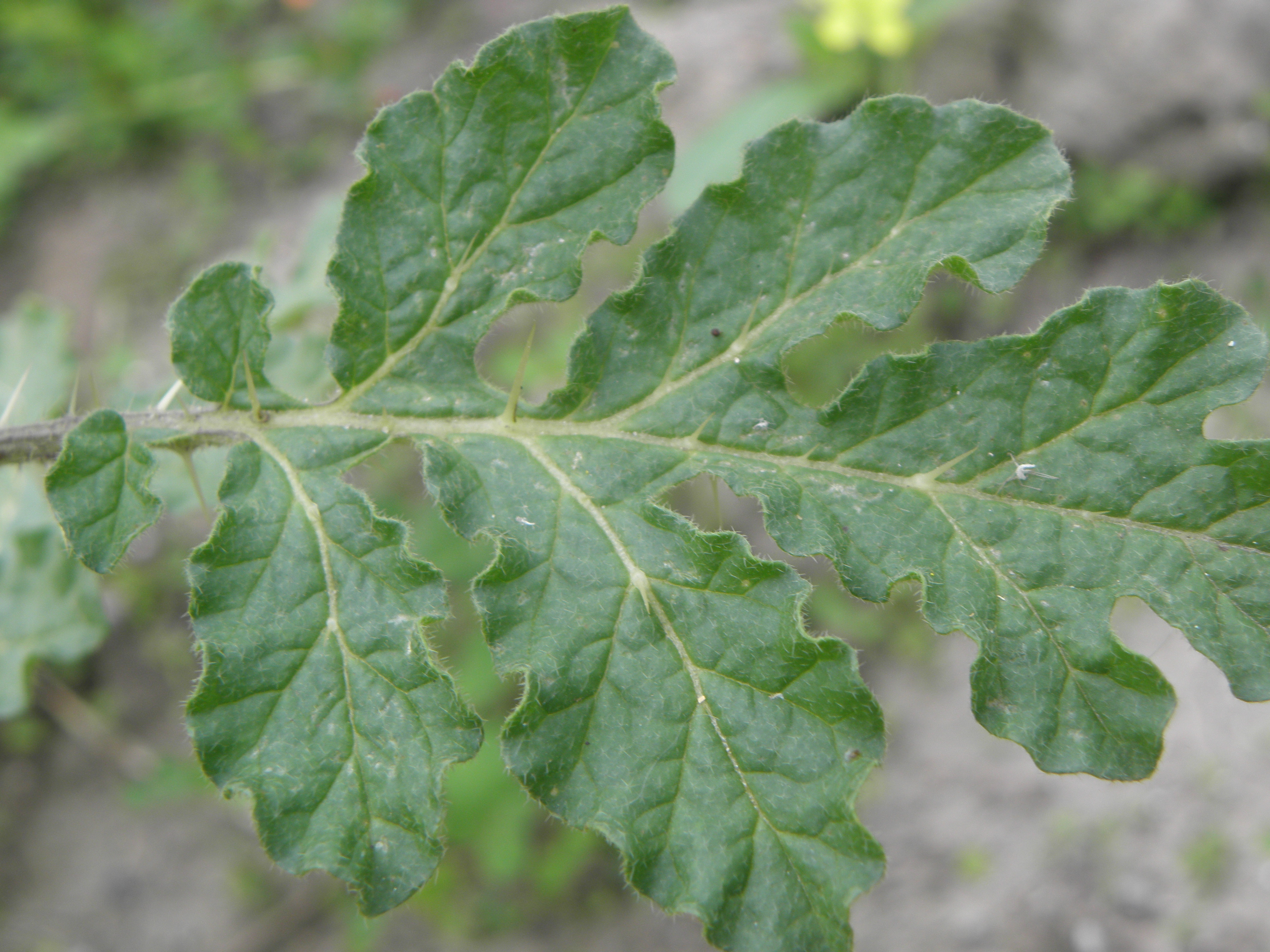
Bestacheltes Laubblatt

Stachel-Nachtschatten sind stark verzweigte einjährige, krautige Pflanzen. Solanum rostratum bildet Pfahlwurzeln aus. Die oberirdischen Pflanzenteile sind mit Trichomen mit sternförmigen Köpfen bedeckt. Die Sprossachse wird bis zu 1 cm dick und ist mit stark zugespitzten oder mit einer breiten Basis versehenen, gelben Stacheln besetzt, die bis zu 38 mm lang sind. Die Trichome an der Sprossachse sind bis zu 1 mm lang gestielt, meist jedoch direkt aufsitzend.
Eine sympodiale Einheit besteht aus zwei Blättern, die zumeist fast paarweise stehen. Die Laubblätter sind eiförmig bis breit eiförmig mit gerundeten oder abgestumpften Lappen. Die Blattspreite ist 7 bis 16 cm lang, entlang der Hauptvenen mit Stacheln besetzt und auf beiden Blattseiten behaart. Der Blattstiel ist 1/3 bis 2/3 so lang wie die Blattspreite und ist ebenfalls mit Stacheln besetzt.

### Blütenstand und Blüte

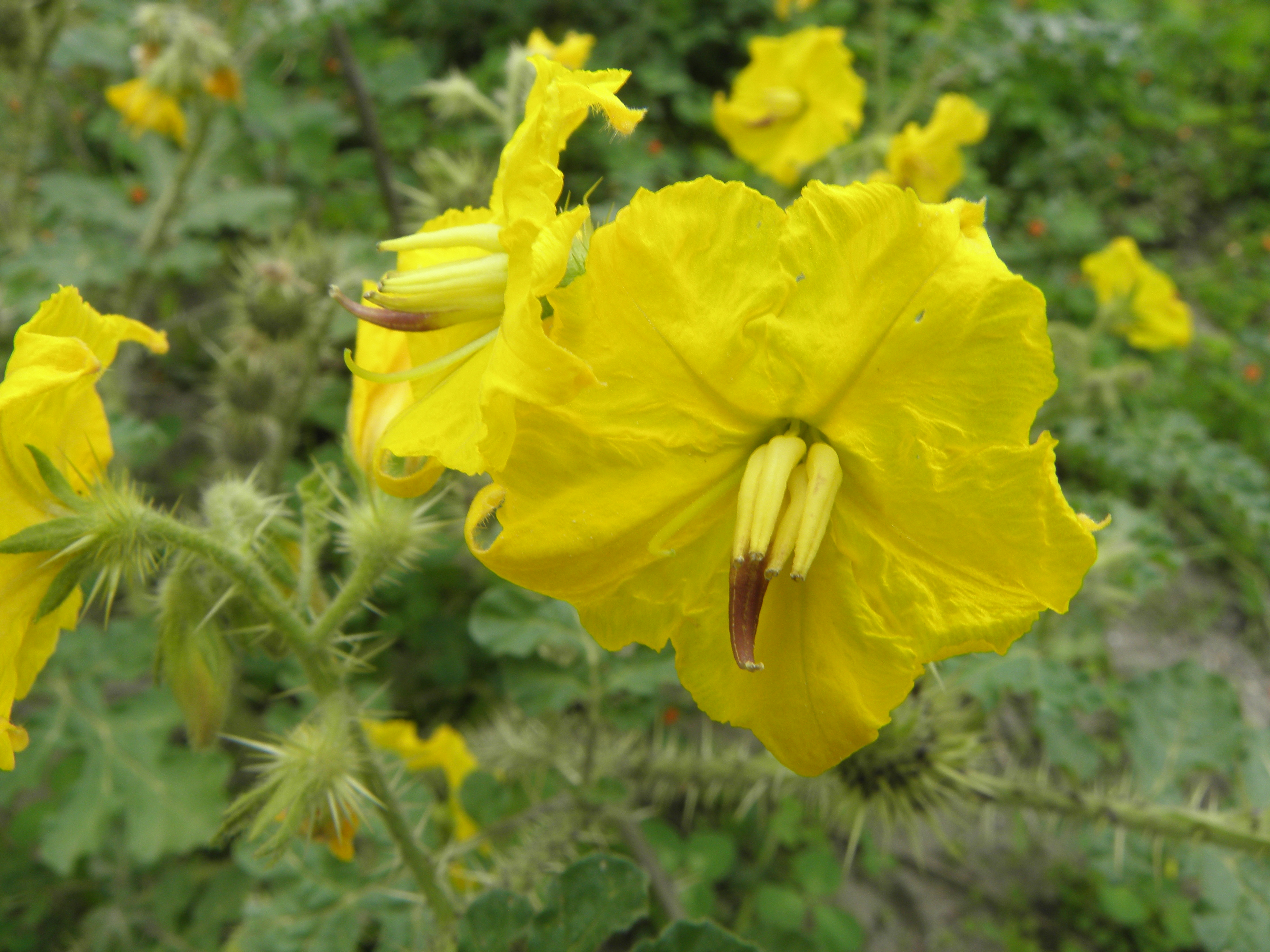
Blüten

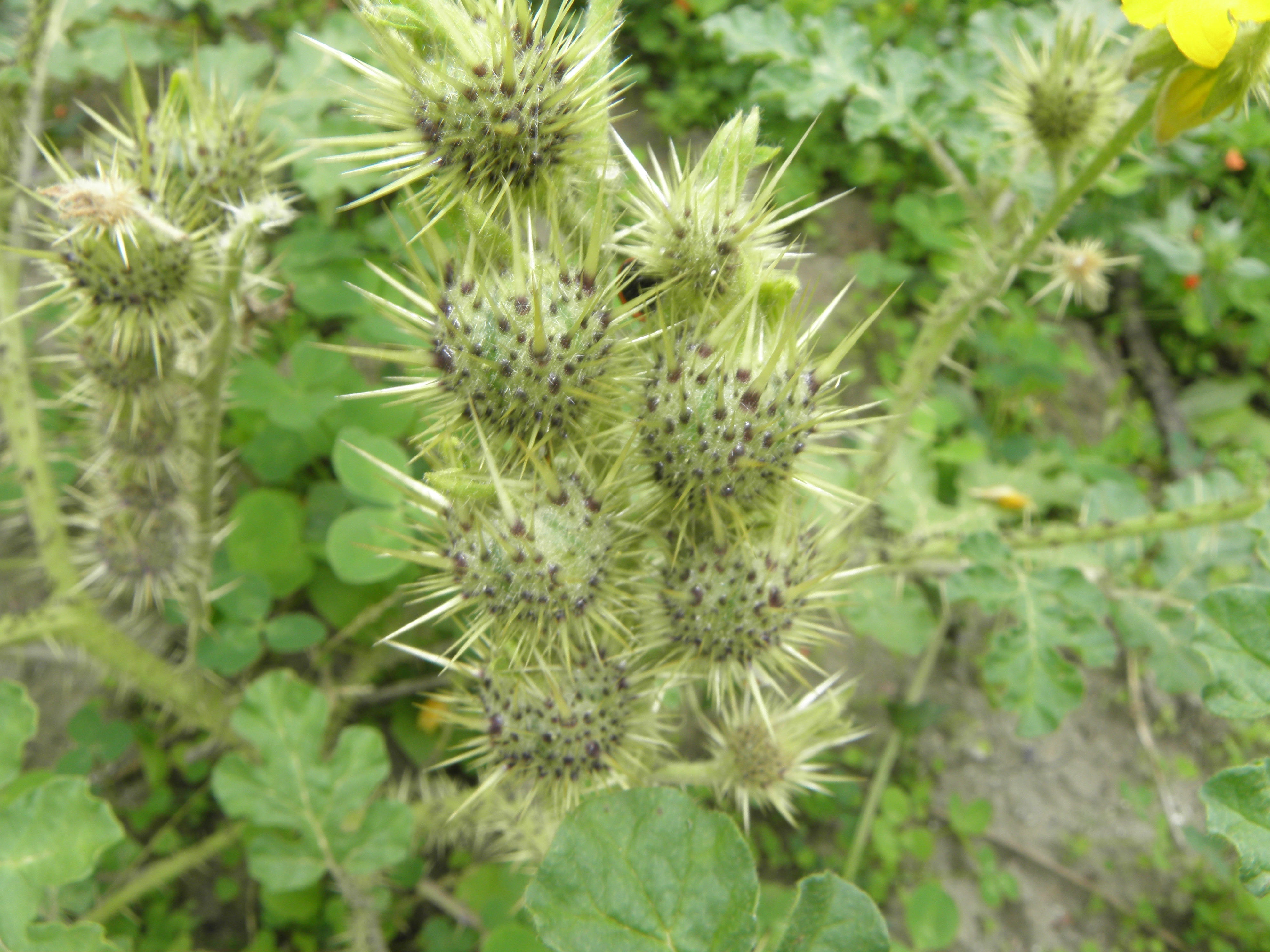
Früchte

Die Blütenstände stehen internodal, sind 4 bis 11 cm lang und enthalten sieben bis zwölf Blüten. Die zwittrigen Blüten besitzen eine doppelte Blütenhülle. Der Blütenkelch ist während der Anthese nur an der Basis miteinander verwachsen und in linealische Lappen mit einer Länge von 6 bis 10 mm unterteilt, die Kelchröhre ist glockenförmig, 1,5 bis 2,5 mm lang, dicht behaart, borstig oder manchmal auch mit Dornen besetzt. Die gelbe Blütenkrone ist fünfeckig geformt, zwischen den einzelnen Kronblättern ist ein umfassendes, faltiges Gewebe ausgebildet. Sie besitzt einen Durchmesser von 2,3 bis 3,5 cm, die Außenseite ist flaumig behaart. Es existieren in einer Blüte zwei unterschiedliche Formen von Staubblättern. Die langen Staubblätter sind 1,0 bis 1,4 cm lang, bogenförmig gekrümmt und oftmals rot oder violett gefärbt. Die kürzeren Staubblätter sind 6 bis 8 mm lang und gelb. Der unbehaarte Fruchtknoten ist eng in die sich entwickelnde Kelchröhre eingebettet, der Griffel ist 1,0 bis 1,4 cm lang, schlank und oftmals violett gefärbt. Der Stempel ist nicht vergrößert. Im Verbreitungsgebiet blühen Solanum rostratum den ganzen Sommer über, bis in den Herbst hinein.

### Früchte und Samen

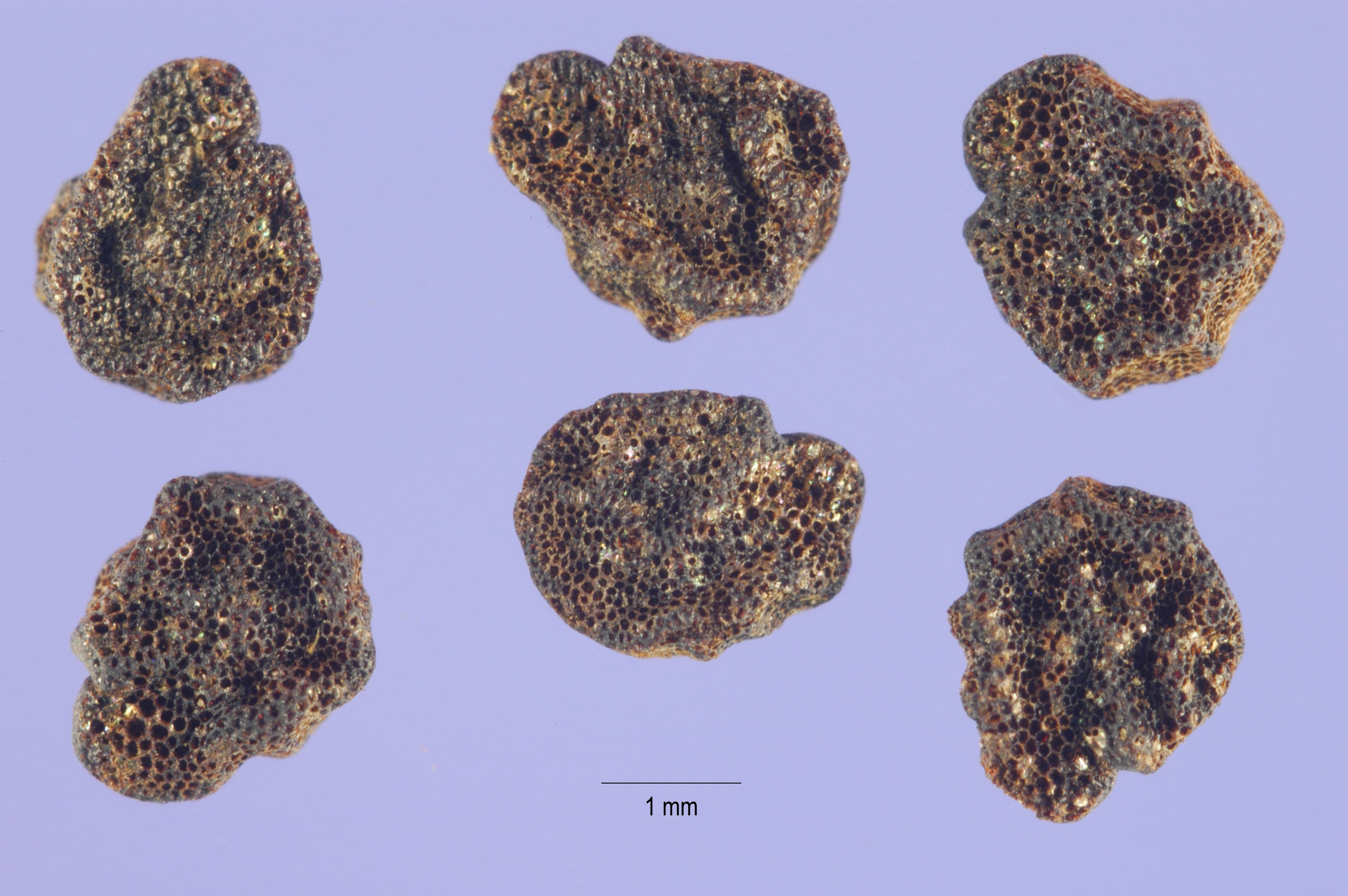
Samen

Die Früchte sind kugelförmige Beeren mit einem Durchmesser von 9 bis 12 mm, die an leicht aufrecht gerichteten, 8 bis 13 mm langen Stielchen stehen. Der sich während der Fruchtreife etwas vergrößernde Kelch besitzt mehrere Einengungen und ist mit Stacheln besetzt, die meist etwas länger als die Stacheln an der Sprossachse sind. Bei Reife trocknet die Beere ein und springt auf, um die 40 bis 80 Samen freizugeben. Die Samen sind flach eiförmig, 2,0 bis 2,6 mm lang, die Oberfläche ist feingrubig, die Seiten sind flach oder gewellt.

### Chromosomenzahl
Die Chromosomenzahl beträgt 2n = 24.

## Vorkommen
Das ursprüngliche Verbreitungsgebiet von Solanum rostratum reicht wahrscheinlich vom Gebiet nördlich von Mexiko-Stadt über Mexiko hinaus bis in die Great Plains der USA. In vielen anderen Gebieten, beispielsweise Australien oder Russland ist sie ein Neophyt. Sie kommt unter anderem auch in Deutschland als Neophyt vor.
Meist wächst Solanum rostratum in offenen und oftmals gestörten Habitaten, kann sich an viele unterschiedliche Bodentypen anpassen und ist ein „Unkraut“ an Straßenrändern und von überweidetem Grasland. Der Stachel-Nachtschatten kommt in Mitteleuropa in Gesellschaften der Verbände Sisymbrion oder Polygonum aviculare vor.

## Systematik
Solanum rostratum wird in die Serie Androceras der Sektion Androceras innerhalb der Leptostemonum-Klade der Gattung Nachtschatten (Solanum) eingeordnet.
Die Erstveröffentlichung von Solanum rostratum erfolgte durch Michel Félix Dunal. Ein Synonym von Solanum rostratum Dunal ist Solanum cornutum auct. non Lam.